# Turok: Dinosaur Hunter
Turok: Dinosaur Hunter è un videogioco del genere sparatutto in prima persona sviluppato da Iguana Entertainment e pubblicato nel 1997 da Acclaim Entertainment per Nintendo 64 e Microsoft Windows. Basato sulla serie di fumetti Turok, una versione rimasterizzata è stata rilasciata nel 2015.

## Trama
Uno stregone, grazie ad un'arma incredibilmente potente chiamata Cronoscettro, vuole far tornare l'umanità alla preistoria. Tal'Set (Turok), un nativo americano, torna indietro nel tempo in un mondo perduto per sconfiggere lo stregone. Sulla sua strada incontra e sconfigge dinosauri di ogni genere (dai velociraptor dei primi livelli al tirannosauro), mostri di varie dimensioni e indigeni, raccogliendo oggetti e superando ostacoli.

## Modalità di gioco
Il gioco è uno sparatutto in prima persona. Turok può saltare, accovacciarsi, muoversi in quattro direzioni, mirare e arrampicarsi su alcune superfici. Le armi sono varie e basate sia su controparti reali che appositamente realizzate per il gioco, mentre le munizioni si possono raccogliere in giro per i livelli. Ogni livello è molto grande e bisogna impiegare diverso tempo alla ricerca di oggetti necessari e segreti per completarlo totalmente, inoltre sono presenti labirinti e grotte che possono essere superate con l'impiego della mappa. Tra i nemici si possono annoverare indigeni, mostri e soprattutto i temibili dinosauri. A seconda della zona del corpo in cui questi verranno colpiti, si potrà assistere ad animazioni di morte differenti. Il gioco è caratterizzato da una nebbia piuttosto fitta che impedisce di vedere oltre un certo raggio d'azione, questo a causa dei limiti tecnici della piattaforma di gioco originale (Nintendo 64). Tale caratteristica è stata però ripresa nella versione PC nonostante richiedesse l'impiego di una scheda acceleratrice 3dfx.
La versione HD Remaster per PC del 2015 rimuove molti dei limiti del gioco originale: texture più definite, acqua più verosimile e con riflessi, nebbia di gran lunga limitata, permanenza dei cadaveri al suolo, aggiunta di effetti particellari e grafici vari.